# خنجری (بردسکن)
خنجری نام روستایی از توابع بخش انابد شهرستان بردسکن در استان خراسان رضوی است. این روستا در دهستان صحرا قرار دارد و براساس سرشماری سال ۱۳۸۵ جمعیت آن ۱۰۴ نفر (۲۹ خانوار) بوده است.